# Anna Marie Floerke
Anna Marie Floerke (* 4. Januar 1887 Schwerin ; † 21. März 1961 ebenda) war eine deutsche Einbandforscherin.

## Leben und Werk
Anna Marie Floerke besuchte die höhere Töchterschule und später das Lehrerinnenseminar in Rostock. 1907 wurde sie Lehrerin für englische und französische Sprache. 1908 erhielt sie die Lehrbefähigung für Volks-, Bürger- und höhere Mädchenschulen, in den folgenden Jahren war sie als Privatlehrerin in Rostock tätig. 1913 erwarb sie das humanistische Reifezeugnis in Güstrow.
1913 bis 1918 studierte sie Germanistik, Geschichte und Klassische Philologie in München und Rostock. 1918 promovierte sie an der Philosophischen Fakultät der Universität Rostock zum Thema Johann Rist als Dramatiker.
1920 bis 1922 war sie Volontärin an der Universitätsbibliothek Rostock, unterbrochen durch ein viermonatiges Praktikum an der Deutschen Bücherei Leipzig. 1921 absolvierte sie das Staatsexamen.
1923 erfolgte eine Anstellung an der Bibliothek der Ritter- und Landschaft in Rostock, die jedoch kurze Zeit später wegen Änderungen der Staatsstruktur in die Universitätsbibliothek Rostock eingegliedert wurde.
1924 wurde sie wegen guter Kenntnisse der aufgelösten Bibliothek an der UB Rostock als "Hilfsarbeiterin" angestellt. Ihre ständigen Bemühungen um eine wissenschaftliche Stelle in Rostock scheiterten, weil sie die notwendige Fachprüfung für den wissenschaftlichen Bibliotheksdienst durch ein Missverständnis nicht abgelegt hatte. 1929 bis 1948 war sie Angestellte an der Mecklenburgischen Landesbibliothek Schwerin. In amtlichen Zeugnissen wird ihr "eine lebhafte Beschäftigung in Überstunden mit Studien über den alten Bucheinband" bescheinigt. 1930 erfolgte ihre erste Veröffentlichung ihrer Ergebnisse als Einbandforscherin im Archiv für Buchbinderei über Mecklenburgische Bucheinbände im 16. Jahrhundert.
1948 bis 1960 war sie freiwillige Mitarbeiterin im Mecklenburgischen Landeshauptarchiv Schwerin und baute die dortige Bibliothek auf. 1949 hielt sie bibliothekskundlichen Unterricht in Schwerin.
Ihr Nachlass wird an der UB Rostock aufbewahrt.
Anna Marie Floerke war eine wichtige Einbandforscherin Deutschlands. Ihre Sammlung von Einbanddurchreibungen aus ihrem Nachlass wird systematisch in der Einbanddatenbank erschlossen und im Internet zur Verfügung gestellt.

## Schriften
- Johann Rist als Dramatiker, Rostock, Univ., Phil. Diss., 1918 [1922].
- Mecklenburgische Buchbinder im 16. Jahrhundert, in: Archiv für Buchbinderei 30, 1930, S. 109–111.
- Die ersten Buchbinder in Mecklenburg-Schwerin. In: Beiträge zum Rollen- und Platteneinband im 16. Jahrhundert, Konrad Haebler zum 80. Geburtstag. Leipzig 1937 (Reprint Wiesbaden 1969), S. 242–273.